# Erich Jung (Politiker)
Erich Jung (* 3. November 1908 in Berlin; † 10. Dezember 1988 in Nürnberg) war ein deutscher Politiker (SPD).

## Biografie
Erich Jung besuchte eine Volksschule und machte eine Lehre als Bootsbauer. Er arbeitete zunächst als Holzmaschinenarbeiter und wechselte 1935 seinen Beruf zum Bank- und Sparkassenangestellten. 1940 wurde er von der Wehrmacht eingezogen und geriet 1945 in amerikanische Kriegsgefangenschaft.
Nach dem Zweiten Weltkrieg wurde Jung Angestellter beim Berliner Bezirksamt Weißensee und bis zum Mauerbau 1961 Vorsitzender der Arbeiterwohlfahrt (AWO) in Weißensee. 1948 wurde er von der Sowjetischen Kommandantur politisch gemaßregelt und wechselte daher in das West-Berliner Bezirksamt Kreuzberg. 
1949 trat Jung der SPD bei. Bei der Berliner Wahl 1958 wurde er in das Abgeordnetenhaus von Berlin gewählt, dem er bis 1963 angehörte.